# زبان‌های نوبی
زبان‌های نوبی (عربی: لغات نوبیة) گروهی از زبان‌های هم‌خانواده هستند که توسط نوبی‌ها گویش می‌شوند. آن‌ها شاخه ای از زبان‌های سودانی شرقی را تشکیل می‌دهند، که بخشی از خانواده گسترده‌تر نیلوصحرایی است. در ابتدا، زبان‌های نوبی در بیشتر مناطق سودان صحبت می‌شدند، اما در نتیجه عربی‌سازی، امروزه آن‌ها بیشتر به دره نیل میان اسوان (جنوب مصر) و الدبه و همچنین چند روستا در کوه‌های نوبه و دارفور محدود می‌شوند.

## تاریخ
در جنگ ۱۹۷۳ دولت مصر نوبی‌زبانان را به عنوان بی‌سیم‌چی به کار گرفت تا دشمنان از پیام‌های مهم آگاه نشوند و نتیجتاً مصر توانست پس از سالها اشغالِ صحرای سینا توسط اسرائیل آنرا آزاد کند.

## دسته‌بندی
به‌طور سنتی، زبان‌های نوبی به سه شاخه شمالی (نیل)، غربی (دارفور) و مرکزی تقسیم می‌شوند. اتنولوگ زبان‌های نوبی را به شرح زیر دسته‌بندی می‌کند:
- شمالی (نیل)
  - نوبی باستان
    - نوبین
- غربی (دارفور)
  - میدوب
- مرکزی
  - کنزی
  - بیرجید
  - دونگولاوی
  - تپه‌ای (کردفانی)
    - کادارو-غلفان
      - غلفان
      - کادارو

    - دسته‌بندی‌نشده
      - دایر
      - دیلینگ
      - الهجیرات
      - کارکو
      - والی